# Batalha de Popasna
A batalha de Popasna foi um confronto militar durante a campanha do leste da Ucrânia, como parte da Guerra em Donbas. A batalha teve início em 3 de março de 2022 e terminou em 7 de maio de 2022.

## Antecedentes
Popasna é um importante centro regional com muitos cruzamentos de estradas chave para as forças separatistas. Antes da invasão em larga escala pela Rússia no início de 2022, as forças ucranianas mantinham o controle de várias localidades ao redor de Popasna, incluindo a própria cidade, as aldeias de Troitske e Novooleksandrivka e as cidades de Hirske, Novotoshkivske e Zolote. Antes da invasão, a cidade tinha uma população de aproximadamente 22 mil pessoas.

## Batalha
Os confrontos russo-ucranianos pela cidade fortemente fortificada começaram em torno de 3 de março de 2022. Regionalmente, as tropas da República Popular de Lugansk (RPL) e das Forças Armadas da Rússia avançaram e capturaram Kreminna mais ao norte em 18 de abril. Posteriormente, começaram a avançar em direção a Popasna pelo eixo sul e a Rubizhne pelo eixo sul.
Em meados de abril, tropas russas e da RPL lançaram ataques com artilharia e ataques aéreos em posições ucranianas na área de Popasna. À medida que os confrontos e bombardeios continuaram, os civis que viviam em áreas de frente fugiram para abrigos subterrâneos em busca de proteção. No entanto, até 18 de abril, segundo o Instituto para o Estudo da Guerra, as forças militares russas estavam fazendo pouco progresso no terreno. De acordo com fontes pró-russas, as forças russo-RPL lançaram mais barragens de artilharia e mísseis na região em 20 de abril, após contra-ataques ucranianos durante a noite. No mesmo dia, o líder checheno Ramzan Kadyrov afirmou que Hennadii Shcherbak, um "nacionalista ucraniano que colaborava com instrutores da OTAN", foi morto em Popasna.
Em 21 de abril, a 24.ª Brigada Mecanizada da Ucrânia, uma das principais unidades que defendiam o setor, afirmou ter matado o que parecia ser uma unidade de 25 homens de mercenários pró-russos estrangeiros em confrontos noturnos em e ao redor de Popasna. Oleksiy Danilov, chefe do Conselho de Segurança Nacional da Ucrânia, disse que documentos de identificação líbios e sírios foram supostamente recuperados dos corpos da unidade. A 24.ª Brigada Mecanizada disse ter repelido com sucesso o ataque e sugeriu que os militantes eram combatentes estrangeiros da empresa militar privada Grupo Wagner e cidadãos russos de origens rurais. Danilov afirmou que Popasna ainda estava sob total controle ucraniano, no entanto, o presidente da Administração Regional de Lugansk, Serhiy Haidai, disse que os combates pesados continuavam na cidade.
Em 22 de abril, Serhiy Haidai declarou que o exército russo havia falhado em Popasna e Rubizhne. Ao mesmo tempo, Haidai disse que as tropas russas e da RPL controlavam 80% do território de Luhansk. No entanto, duas semanas depois, em 7 de maio, a cidade foi supostamente capturada pelas forças de mercenários russos do Grupo Wagner. A cidade havia sido devastada pelos combates e suspeitava-se que os Kadyrovitas chechenos haviam participado da última fase da batalha. Haidai confirmou que as tropas ucranianas haviam se retirado.
Em 7 de maio, Haidai inicialmente afirmou em seu canal do Telegram que os russos controlavam apenas metade da cidade, mas depois admitiu que as forças ucranianas haviam se retirado de Popasna. As avaliações ocidentais consideraram Popasna totalmente sob controle russo. De acordo com o canal pró-russo RIA FAN no Telegram, as forças russas e da RPL começaram a estabelecer um novo governo pró-russo na cidade e continuaram a avançar em direção ao oeste como parte da ofensiva maior.

## Consequências
Em agosto, surgiram um vídeo e fotos da cabeça e mãos de um prisioneiro de guerra ucraniano presos em postes. O vídeo mostrava o corpo mutilado do soldado capturado e, em seguida, sua cabeça presa em um poste de madeira com as mãos em espetos de metal de cada lado, em frente ao jardim de uma casa. As imagens foram aparentemente tiradas no final de julho e a geolocalização mostrou que estava perto do centro de Popasna; uma placa em uma parede de uma das fotos mostrava "Rua Nahirna, 21". O vídeo e as fotos foram publicados por Haidai em seu canal no Telegram, juntamente com os comentários "Eles realmente são orcs. Século XXI, Popasna ocupada, crânio humano no portão" e "Não há nada de humano nos russos. Estamos em guerra com não-humanos". As reações ao vídeo nas redes sociais foram duras. Mikhail Khodorkovski, um empresário russo exilado, descreveu a imagem como um exemplo do "mundo russo", um termo de propaganda usado pelas autoridades russas para se referir a uma união cultural e política de falantes de russo. Olexander Scherba, ex-embaixador da Ucrânia na Áustria, descreveu o evento como um crime de guerra.